# Cédric Lyard
Cédric Vincent Simon Lyard (22 gennaio 1972) è un cavaliere francese.

## Palmarès
Olimpiadi
- 1 medaglia:
  - 1 oro (concorso completo a squadre a Atene 2004)

Mondiali
- 1 medaglia:
  - 1 argento (concorso completo a squadre a Jerez 2002)